# Cantillana (kommunhuvudort)
Cantillana är en kommunhuvudort i Spanien.   Den ligger i provinsen Provincia de Sevilla och regionen Andalusien, i den sydvästra delen av landet, 400 km sydväst om huvudstaden Madrid. Cantillana ligger 32 meter över havet och antalet invånare är 10 627.
Terrängen runt Cantillana är platt åt sydost, men åt nordväst är den kuperad. Runt Cantillana är det ganska glesbefolkat, med 28 invånare per kvadratkilometer. Närmaste större samhälle är La Rinconada, 19,5 km sydväst om Cantillana. Trakten runt Cantillana består till största delen av jordbruksmark.